# Вільямедіана
Вільямедіана (ісп. Villamediana) — муніципалітет в Іспанії, у складі автономної спільноти Кастилія-і-Леон, у провінції Паленсія. Населення — 190 осіб (2010).
Муніципалітет розташований на відстані близько 250 км на північ від Мадрида, 70 км на північ від Паленсії.

## Демографія
Динаміка населення (INE ):